# 아시 프로덕션
주식회사 아시 프로덕션(일본어: 株式会社葦プロダクション 가부시키가이샤 아시 푸로다쿠숀[*])은 1975년 설립된 애니메이션 기획, 제작 및 판매를 주요 산업으로 하는 일본 기업이다. 또한 일본동화협회의 회원이다.
2007년 11월 1일, 프로덕션 리드(일본어: プロダクション リード)로 사원명을 변경하였으나, 2019년 2월 12일 회사명을 아시 프로덕션(2번째 법인)으로 재개칭한다.

## 작품 목록

### TV 애니메이션
- 브로커 군단 4 머신 블래스터
- 초합체마술로보 깅가이저
- 여왕폐하 쁘띠안제
- 고래 호세피나
- 쌍둥이의 몬치치
- 즛코케나이트 돈데라만챠
- 우주전사 발디오스
- 전국마신 고쇼군
- 요술공주 밍키
- 특장기병 돌박
- 초수기신 단쿠가
- 생도제군! 마음에 녹색의 네커치후를
- 머신로보 크로노스의 대역습
- 머신로보 배틀해커즈
- 닥터 치치부야마
- 초음전사 보그맨
- 쿵후보이 친미
- 아이돌 전설 에리코
- 시간탐험대
- 아이돌 천사 어서오세요 요코
- NG기사 라무네 앤드 40
- 뾰로롱 꼬마마녀
- 짱켄맨
- 요술공주 밍키(제2작)
- 꽃의 천사 메리벨
- 내일로 프리킥
- 메가맨
- BLUE SEED
- 마크로스 7
- 공룡모험기 쥬라트립퍼
- H2
- 메가맨(제2시리즈)
- VS기사 라무네 앤드 40염
- 쾌걸 조로
- 만능문화묘랑
- 비스트 워즈 세컨드
- 아키하바라 전뇌조
- 열사의 패왕 간다라
- 비스트워즈 네오
- 마장기신 사이버스터
- 오프사이드
- 울트라매니악
- 에프제로 팔콘전설
- 수장기공 단쿠가 노바
- 스푸트니크 da ONE
- 검은 고양이 루지
- 오완콘
- 폭수합신 지글하젤
- 出番ですよ!オニギリズ
- 온천유정 하코네짱
- 무지개빛 데이즈
- 이세계는 스마트폰과 함께
- 큐티 하니 유니버스
- 추방자들의 밤
- 미팅에 나갔는데 여자가 없었던 이야기
- 결혼한다는 게, 정말인가요

### 극장 애니메이션
- 우주전사 발디오스 극장판
- 전국마신 고쇼군
- 전국마신 고쇼군 시간의 이방인
- 극장판 요술공주 밍키: 꿈속의 윤무
- GREY 디지털 타켓
- 울트라맨 USA
- 愛と剣のキャメロット まんが家マリナ タイムスリップ事件
- 花の魔法使いマリーベル フェニックスのかぎ
- 쥬얼펫 어택 트래블!

### OVA
- 극장판 요술공주 밍키: 꿈속의 윤무
- 뱀파이어 헌터 D
- 초수기신 단쿠가 잃어버린 자들을 위한 진혼곡
- 바이올런스 잭
- 아이시티
- 요술공주 밍키 송 스페셜 눈동자의 별자리
- 초수기신 단쿠가 GOD BLESS DANCOUGA
- 마경외전 레디우스
- 레이나 검랑전설 I
- 레이나 검랑전설 II
- 초수기신 단쿠가 백열의 종장
- 레이나 검랑전설 III
- 더 보그맨 라스트 배틀
- 라이트닝 트랩: 레이나 & 라이카
- 초음전사 보그맨 LOVERS RAIN
- 가듀린
- NG기사 라무네&40 EX 흠칫흠칫 트라이앵글 사랑의 폭풍 대작전
- 아이돌 방위대 허밍버드
- 메리벨의 교통안전
- 메리벨의 불의 안심
- MINKY MOMO IN 여행자들의 역
- 아이돌 방위대 허밍버드 '94夏
- I·R·I·A ZEIRAM THE ANIMATION
- 아이돌 방위대 허밍버드 '95風の唄
- 아이돌 방위대 허밍버드 '95夢の場所へ
- 마크로스 7 앙코르
- 카쿠고의 스스메
- 보마 헌터 라임
- VS기사 라무네&40 FRESH
- 만능문화묘랑 DASH!
- KIRARA
- 후타리 엣치(제3기)